# Camperols d'Armènia
A l'edat mitjana, els camperols d'Armènia es dividien en dues classes, depenent de si eren lliures o no.
D'una banda, els shinakan eren els camperols lliures d'Armènia. El seu nom deriva de Shen, que vol dir "lloc habitat", i els seus caps rebien el nom de Dasapet.
D'altra banda, els ramik eren els camperols no lliures d'Armènia, que servien als nobles (Azat); equivalien als colons de l'Imperi Romà i als serfs de la gleva de l'edat mitjana.